# Championnat de France Nationale 1 de tennis de table 1992-1993
Navigation
Nationale 1 1991-1992 Nationale 1 1993-1994

## Première Phase
| Poule C                    | Poule E              | Poule F               |
| -------------------------- | -------------------- | --------------------- |
| US Créteil TT              | Spicheren TT         | Amiens STT            |
| EP Isséenne                | TT La Tronche        | VGA Saint-Maur        |
| AC Boulogne-Billancourt    | Saint Denis US 93 TT | Blangy                |
| GV Hennebont TT            | Ozon TT              | Manom                 |
| US Olivet TT               | EM Vesoul            | Croix                 |
| CPB Bréquigny Rennes TT    | Thiais               | ASPTT Lille Métropole |
| Sainte-Jamme-sur-Sarthe TT | Forbach              | Bois-Colombes         |
| Vire                       | Chalons-sur-Marne    | Ponthierry            |

| Poule B        | Poule C                 | Poule E                   |
| -------------- | ----------------------- | ------------------------- |
| AS Mulhouse    | Lunéville               | Béthune                   |
| VGA Saint-Maur | US Kremlin Bicêtre 2    | USO Mondeville TT         |
| FC Mulhouse TT | ASPTT Lille Métropole 2 | Saint-Nicolas d'Aliermont |
| Orléans        | Obergailbach            | SPO Rouen                 |
| Valence        | Jeaumont                | PLR Brest TT              |
| TT La Tronche  | Rosheim                 | ACS Fontenay-sous-Bois    |
| Salbris        | TT Saint-Quentin        | Nœuds-les-Mines           |
| AUV Rillieux   | Bois-Colombes           | Roubaix                   |

## Deuxième Phase

### Championnat Masculin
| Cl | Équipes              | Pts | J |
| -- | -------------------- | --- | - |
| 1  | AS Pontoise-Cergy TT | 14  | 5 |
| 2  | Thiais               | 12  | 5 |
| 3  | Mulhouse TT          | 12  | 5 |
| 4  | Roubaix              | 9   | 5 |
| 5  | St-Lô                | 7   | 5 |
| 6  | JS Alfortville       | 5   | 5 |

| Cl | Équipes           | Pts | J |
| -- | ----------------- | --- | - |
| 1  | GV Hennebont TT   | 13  | 5 |
| 2  | Levallois SC TT 2 | 13  | 5 |
| 3  | VGA Saint-Maur    | 12  | 5 |
| 4  | US Créteil        | 9   | 5 |
| 5  | TTGF Angoulême    | 7   | 5 |
| 6  | 4S Tours          | 6   | 5 |

### Championnat Féminin
| Cl | Équipes           | Pts | J |
| -- | ----------------- | --- | - |
| 1  | AL Eysines 1      | 15  | 5 |
| 2  | ACS Fontenay      | 13  | 5 |
| 3  | Viry-Châtillon TT | 11  | 5 |
| 4  | CP Rochelais      | 9   | 5 |
| 5  | Aigrefeuille      | 7   | 5 |
| 6  | Toulouse OAC      | 5   | 5 |

| Cl | Équipes              | Pts | J |
| -- | -------------------- | --- | - |
| 1  | US Kremlin Bicêtre 2 | 14  | 5 |
| 2  | Mulhouse TT          | 13  | 5 |
| 3  | VGA Saint-Maur       | 10  | 5 |
| 4  | Lunéville            | 10  | 5 |
| 5  | MJ Colmar            | 8   | 5 |
| 6  | EM Vesoul            | 5   | 5 |